# Rei Momo (album)
Rei Momo è un album discografico del musicista David Byrne pubblicato nel 1989.

## Tracce
Tutti i brani sono di Byrne, tranne dove indicato.
1. Independence Day – 5:45 (Cumbia) (feat. Kirsty MacColl)
2. Make Believe Mambo – 5:23 (Orísa) (feat. Kirsty MacColl & Willie Colón)
3. The Call of the Wild (Byrne, Johnny Pacheco) – 4:55
4. Dirty Old Town – 4:12
5. The Rose Tattoo (Byrne, Willie Colón) – 3:50
6. Loco de Amor (Byrne, Pacheco) – 3:51 (feat. Celia Cruz)
7. The Dream Police – 3:00 (feat. Kirsty MacColl)
8. Don't Want to Be Part of Your World – 4:55 (feat. Kirsty MacColl)
9. Marching Through the Wilderness (Byrne, Pacheco) – 4:30 (feat. Milton Cardona)
10. Good and Evil – 4:35
11. Lie to Me – 3:40 (feat. Kirsty MacColl)
12. Office Cowboy (Byrne, Arto Lindsay) – 3:40 (feat. Herbert Vianna)
13. Women vs Men – 4:06
14. Carnival Eyes – 4:04 (feat. Milton Cardona)
15. I Know Sometimes a Man Is Wrong – 3:11